# Żarki
Żarki este un oraș în Polonia.